# Трисамарийундекацинк
Трисамарийундекацинк — бинарное неорганическое соединение
самария и цинка
с формулой Zn11Sm3,
кристаллы.

## Получение
- Сплавление стехиометрических количеств чистых веществ:

{\displaystyle {\mathsf {3Sm+11Zn\ {\xrightarrow {870^{o}C}}\ Zn_{11}Sm_{3}}}}

## Физические свойства
Трисамарийундекацинк образует кристаллы
ромбической сингонии, пространственная группа I mmm, параметры ячейки a = 0,4452 нм, b = 1,3199 нм, c = 0,9938 нм, Z = 2,
структура типа трилантанундекаалюминия Al11La3
.
Соединение образуется по перитектической реакции при температуре 870 °C
.